# Lijst van diskjockeys op Noordzee FM
Dit is een lijst met namen van de voormalige diskjockeys van het Nederlandse commerciële radiostation Noordzee FM (periode 1999-2005). Per 31 augustus 2005 is het station verder gegaan als Q-music.

## Voormalige diskjockeys
- Colin Banks
- Menno Barreveld (doorgegaan bij Q-music)
- Sjaak Bral
- Niek van der Bruggen (doorgegaan bij Q-music)
- Winston Gerschtanowitz
- Thorvald de Geus
- Gordon
- Timon Jacobs (doorgegaan bij Q-music)
- Robert Jensen
- Jeroen Kimmel
- Martijn Krabbé
- Jan Paparazzi (sidekick)
- Sylvana Simons
- Arlo van Sluis
- Daniël Smulders (doorgegaan bij Q-music)
- Albert Verlinde
- Marcel Vermeer (doorgegaan bij Q-music)
- Jasper de Vries (doorgegaan bij Q-music)
- Alexander Josiassen